# Roman Olegowitsch Serow

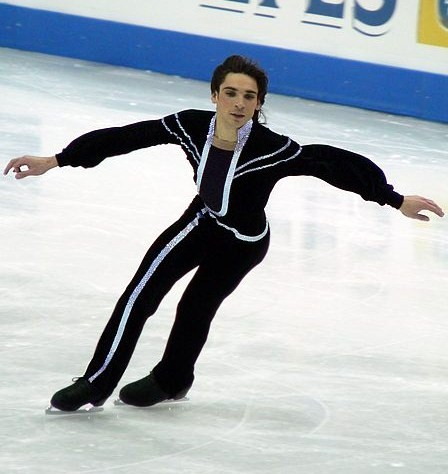
Roman Serow 2005

Roman Olegowitsch Serow (russisch Роман Олегович Серов, * 16. Dezember 1976 in Moskau) ist ein ehemaliger russisch-israelischer Eiskunstläufer.
Im Jahr 1981 begann Serow mit dem Eiskunstlaufen. Bis zur Saison 2001/02 besaß er die russische Staatsbürgerschaft, nahm für Russland jedoch nie an internationalen Meisterschaften teil.
Seit der Saison 2002/03 startete er für Israel. Trainiert wurde Serow von Ari Zakarian. Serow ist seit August 2002 mit der Eiskunstläuferin Rachel Lior verheiratet.

## Erfolge

### Weltmeisterschaften
- 2005 – 19. Rang
- 2006 – 18. Rang

### Europameisterschaften
- 2005 – 13. Rang
- 2006 – 22. Rang

### Russische Meisterschaften
- 1999 – 5. Rang
- 2000 – 4. Rang
- 2001 – 6. Rang
- 2002 – 4. Rang

### Israelische Meisterschaften
- 2004 – 1. Rang
- 2005 – 1. Rang